# ヴィタリー・ミナコフ
ヴィタリー・ミナコフ（ロシア語: Виталий Минаков, ラテン文字転写: Vitaly Minakov、1985年2月6日 - ）は、ロシアの男性総合格闘家。ブリャンスク州ブリャンスク出身。イーグルスMMA所属。柔道黒帯。元Bellator世界ヘビー級王者。
政治にも関心があり、ブリャンスク州下院の副会長を務めている。

## 来歴
柔道でジュニアナショナル王者となり、サンボではロシア選手権と世界選手権を4連覇した。2010年に総合格闘技デビュー。

### Bellator
2012年11月2日、Bellator初参戦となったBellator 79でウラジミール・スタセンコフと対戦し、パンチラッシュでTKO勝ちを収めた。
2013年6月19日、Bellator 96のヘビー級トーナメント1回戦でロン・スパークスと対戦し、パウンドでKO勝ち。7月31日、Bellator 97の決勝でライアン・マルチネスと対戦し、マウントパンチでTKO勝ちを収め優勝を果たした。

### 世界王座獲得
2013年11月15日、Bellator 108の世界ヘビー級タイトルマッチでアレキサンダー・ヴォルコフと対戦し、パウンドでTKO勝ちを収め王座獲得に成功した。
2013年11月21日、世界王座獲得を記念してブリャンスク州知事のニコライ・デニンからメダルを授与された。
2014年4月4日、Bellator 115の世界ヘビー級タイトルマッチでシーク・コンゴと対戦し、3-0の判定勝ちを収め初防衛に成功した。
2014年9月14日、ブリャンスク州下院議員選挙に出馬し、初当選した。
2016年5月14日、防衛戦を行う意志が無いことからBellator世界ヘビー級王座を剥奪された。

## 戦績
| 総合格闘技 戦績 | 総合格闘技 戦績 | 総合格闘技 戦績 | 総合格闘技 戦績 | 総合格闘技 戦績 | 総合格闘技 戦績 | 総合格闘技 戦績 |
| --------------- | --------------- | --------------- | --------------- | --------------- | --------------- | --------------- |
| 24 試合         | (T)KO           | 一本            | 判定            | その他          | 引き分け        | 無効試合        |
| 22 勝           | 13              | 7               | 2               | 0               | 0               | 0               |
| 2 敗            | 1               | 0               | 1               | 0               | 0               | 0               |

| 勝敗 | 対戦相手                   | 試合結果                            | 大会名                                                   | 開催年月日     |
| ×    | サイード・ソウマ           | 3R 3:08 TKO（指の負傷）             | Bellator 269                                             | 2021年10月23日 |
| ○    | ティモシー・ジョンソン     | 1R 1:45 KO（右ストレート→パウンド） | Bellator 225                                             | 2019年8月24日  |
| ×    | シーク・コンゴ             | 5分3R終了 判定0-3                   | Bellator 216                                             | 2019年2月16日  |
| ○    | トニー・ジョンソン         | 2R 0:38 TKO（パンチ連打）           | FNG: Fight Nights Global 82                              | 2017年12月16日 |
| ○    | アントニオ・シウバ         | 2R 1:37 TKO（パウンド）             | FNG: Fight Nights Global 68                              | 2017年6月2日   |
| ○    | DJ・リンダーマン           | 3R 3:09 KO（スタンドパンチ連打）    | EFN: Fight Nights Global 59                              | 2017年2月23日  |
| ○    | ピーター・グラハム         | 1R 1:02 腕ひしぎ十字固め            | EFN 50: Emelianenko vs. Maldonado                        | 2016年6月17日  |
| ○    | ジョシュ・コープランド     | 2R 2:50 キムラロック                | EFN: Fight Nights Moscow                                 | 2015年12月11日 |
| ○    | ジェロニモ・ドス・サントス | 1R 3:14 腕ひしぎ十字固め            | EFN: Fight Nights Dagestan                               | 2015年9月25日  |
| ○    | アダム・マチェイエフスキ   | 1R 0:20 TKO（パンチ連打）           | Fight Nights: Sochi                                      | 2015年7月31日  |
| ○    | シーク・コンゴ             | 5分5R終了 判定3-0                   | Bellator 115 【Bellator世界ヘビー級タイトルマッチ】      | 2014年4月4日   |
| ○    | アレキサンダー・ヴォルコフ | 1R 2:57 TKO（右アッパー→パウンド）  | Bellator 108 【Bellator世界ヘビー級タイトルマッチ】      | 2013年11月15日 |
| ○    | ライアン・マルチネス       | 3R 4:02 TKO（マウントパンチ）       | Bellator 97 【ヘビー級トーナメント 決勝】                | 2013年7月31日  |
| ○    | ロン・スパークス           | 1R 0:32 KO（右ストレート→パウンド） | Bellator 96 【ヘビー級トーナメント 1回戦】               | 2013年6月19日  |
| ○    | ウラジミール・スタセンコフ | 2R 0:27 TKO（スタンドパンチ連打）   | Bellator 79                                              | 2012年11月2日  |
| ○    | ファビアーノ・シェルナー   | 1R 3:51 TKO（パンチ連打）           | Fight Nights: Battle of Desne                            | 2012年9月17日  |
| ○    | エディ・サンチェス         | 1R 1:59 KO（パンチ）                | Fight Nights: Battle of Moscow 7                         | 2012年6月7日   |
| ○    | カロル・セリンスキ         | 1R 0:55 TKO（コーナーストップ）     | FFC 2: Russia vs. Latvia                                 | 2012年4月14日  |
| ○    | イワン・フロロフ           | 1R 0:45 ネッククランク              | International MMA Tournament                             | 2011年6月29日  |
| ○    | ホアン・エスピノ           | 1R 0:09 TKO（パンチ連打）           | League S-70: Sambo 70 vs. Spain                          | 2011年4月21日  |
| ○    | ヴァレリー・シチェルバコフ | 1R 1:05 腕ひしぎ十字固め            | M-1 Challenge 22: Narkun vs. Vasilevsky                  | 2010年12月10日 |
| ○    | ヴィタリー・ヤロベンコフ   | 5分3R終了 判定3-0                   | M-1 Selection 2010: Eastern Europe Finals                | 2010年7月22日  |
| ○    | アレクサンドル・ズバチョフ | 1R 0:27 リアネイキドチョーク        | Sambo-70 / M-1 Global: Sochi Open European Championships | 2010年7月14日  |
| ○    | ルスラン・カブドゥリン     | 1R 4:19 腕ひしぎ十字固め            | M-1 Selection 2010: Eastern Europe Round 2               | 2010年4月10日  |

## 獲得タイトル
- U23ロシア柔道選手権 100kg超級 優勝（2006年）
- 世界サンボ選手権 サンボ100kg超級 優勝（2008年 - 2011年）
- Bellator 2013サマーシリーズ ヘビー級トーナメント 優勝（2013年）
- 第3代Bellator世界ヘビー級王座（2013年）

## 表彰
- サンボ スポーツマスター